# سیارک ۱۵۲۶۴۷
سیارک ۱۵۲۶۴۷ (به انگلیسی: 152647 Rinako، نامگذاری:1997UF15) صد و پنجاه و دو هزار و ششصد و چهل و هفتمین سیارک کشف شده‌است که در ۲۹ اکتبر ۱۹۹۷ کشف شد.